# Inondation de Jakarta de 2007

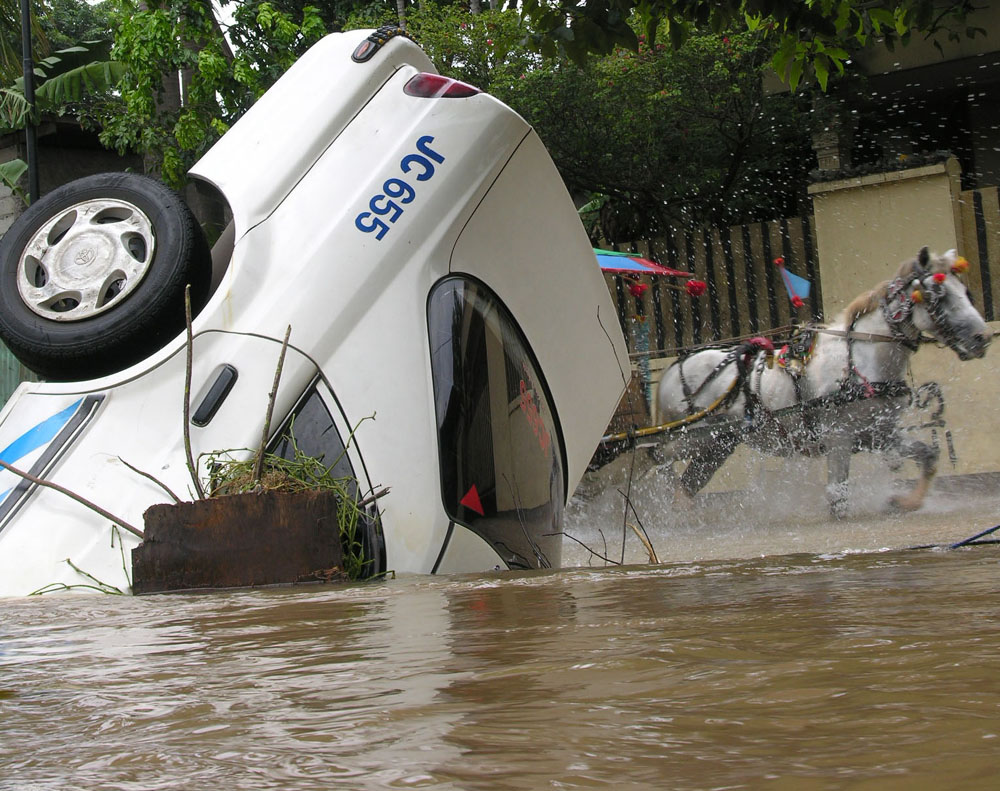
Un taxi de Jakarta submergé en 2007

L'inondation de Jakarta de 2007 est une catastrophe naturelle ayant causé 80 morts et 400 millions de dollars de dégâts dans la ville de Jakarta.